# Поклад вуглеводнів
Поклад вуглеводнів (рос. залежь углеводородов; англ. hydrocarbon accumulation, нім. Hydrokarbonatenvorrat m) — природне локальне одиничне скупчення вуглеводнів в одному або групі пластів, що контролюються єдиним (спільним) водонафтовим (ВНК) чи газонафтовим контактом (ГНК).

## Загальний опис
Вуглеводні локалізовані в проникних пористих чи тріщинуватих гірських породах, у пастці, утвореній породою-колектором під покришкою із товщі непроникних відкладів (порід). Границя між суміжними покладами (в одному і тому ж пласті чи резервуарі) проводиться по зміні положення ВНК чи ГНК, фазового стану і фізико-хімічних властивостей вуглеводнів. Поклад є частиною родовища, також — елементом нафтогазогеологічного районування територій.
Всі поклади вуглеводнів поділяють на три основні типи: структурні, стратиграфічні і літологічні. Структурні поклади приурочені до пасток нафти і газу, що утворилися в результаті згину верств осадових відкладів (складка) або розриву їх суцільності (виклинювання колектора). Стратиграфічні поклади пов'язані з пастками нафти і газу, які утворилися внаслідок ерозії (розмивання) колектора під час перерви в накопиченні осадів і відтак перекривання їх непроникними породами. Літологічні поклади зумовлені пастками, що утворилися в результаті заміщення шарів пористих гірських порід непроникними породами. Переважна більшість покладів нафти і газу в природі пов'язана з пастками структурного типу.
Поверхні контактів газу і нафти, нафти і води в покладі — це поверхні газонафтового (ГНК) і водонафтового (ВНК) контактів відповідно. Лінія перетину поверхні ВНК (ГНК) з покрівлею пласта називається зовнішнім контуром нафтоносності (газоносності). Якщо поверхня контакту горизонтальна, то контур нафтоносності (газоносності) в плані є паралельним ізогіпсам покрівлі пласта структурного типу, а якщо похила — є зміщеним в сторону нахилу. Лінії перетину ВНК (ГНК) з підошвою пласта — внутрішній контур нафтоносності (газоносності). Довжину, ширину, площу покладу визначають по його проєкції на горизонтальну площину всередині зовнішнього контуру нафтоносності (газоносності).
Висотою покладу називають вертикальну відстань від підошви до його найвищої точки.
Частина покладу нафти, що залягає на площі поширення газової шапки — підгазова зона покладу нафти. Частина покладу нафти, що залягає між внутрішнім і зовнішнім контурами нафтоносності — водонафтова зона покладу нафти. Частина покладу нафти, яка залягає між зовнішнім контуром газоносності та внутрішнім контуром нафтоносності, — чисто нафтоносна частина покладу нафти.
Сукупність покладів нафти (газу), приурочених до одної і тієї ж ділянки поверхні Землі і підпорядкованих у процесі свого утворення єдиній тектонічній структурі, складає родовище нафти (газу).